# Dieng Kulon
Dieng Kulon est un village indonésien du kecamatan (canton) de Batur, kabupaten (département) de Banjarnegara, province de Java central.

## Galerie

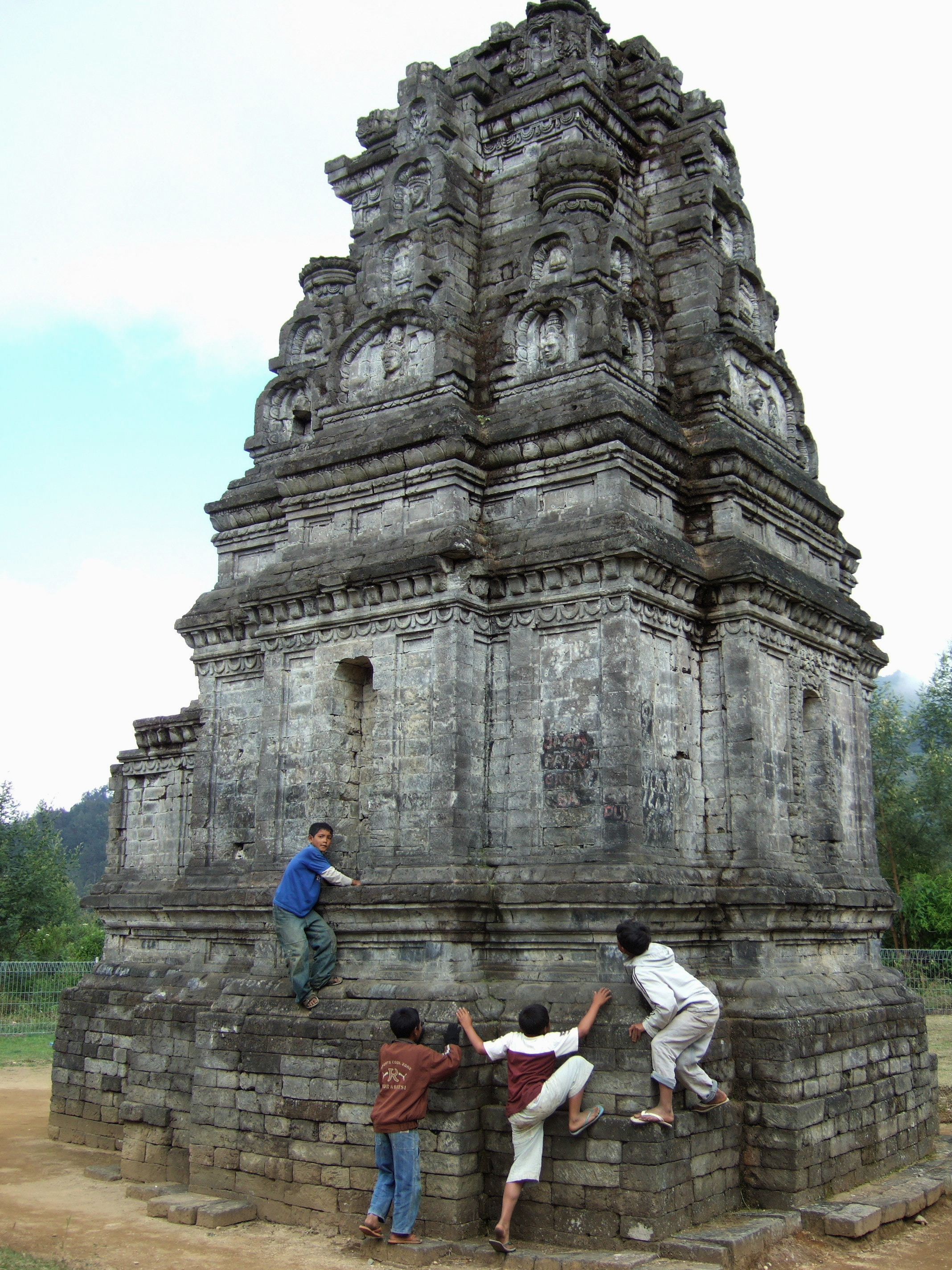
Le candi Bima